# Bătălia de la Cambrai
Bătălia de la Cambrai este prima mare bătălie de tancuri din istorie. A avut loc pe 20 noiembrie - 8 decembrie 1917 la Cambrai în Franța, unde aproape 400 de tancuri britanice, atacând pe un front de 16 km, au străpuns apărarea trupelor germane. Lupta s-a dat între Imperiul Britanic și Dominionul Newfoundland împotriva Imperiului German și nu s-a soldat cu niciun rezultat strategic.